# Stacktjärnen (Söderbärke socken, Dalarna)
Stacktjärnen är en sjö i Smedjebackens kommun i Dalarna och ingår i Norrströms huvudavrinningsområde.